# NLunlimited

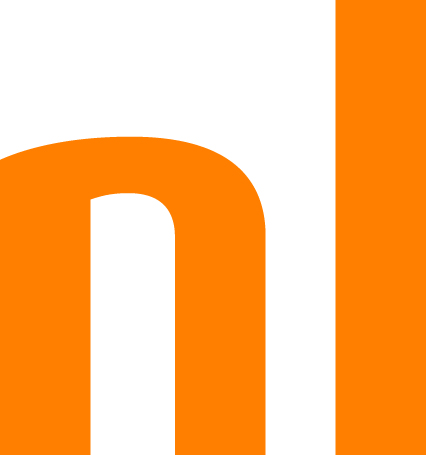

NL Unlimited is de overkoepelende naam voor zes  gratis uitgaansmagazines in de steden: Rotterdam (NL10), Amsterdam (NL20), Utrecht (NL30), Den Haag (NL70), Eindhoven (NL40) en Groningen (NL50). De bladen verschijnen eens in de twee weken op woensdag.
Belangrijke onderwerpen in de bladen zijn kunst, cultuur, muziek en uitgaan.  De Amsterdamse editie NL20, werd voor het eerst uitgegeven op 17 december 2003. Twee jaar later, in februari 2005, werd de Rotterdamse editie uitgebracht. De eerste nummers van de NL30 en NL70 verschenen op 1 maart 2006 en sinds september 2010 hebben ook Groningen en Eindhoven een eigen editie gekregen, deze verschijnen niet eens in de twee weken, maar maandelijks. 
Eens per jaar, in april, verschijnt een speciaal festivalnummer, vol met informatie over het komende festivalseizoen. 
Sinds maart 2011 is NL Unlimited in handen van AKP media. 
Daarvoor werden de bladen uitgegeven door PCM Uitgevers en Boomerang.

## Oplage
- NL10           25.000
- NL20           35.000
- NL30           17.500
- NL40           12.500
- NL50           12.500
- NL70           17.500

Totaal:        120.000